# 다카네촌 (니가타현 기타우오누마군)
다카네촌(高根村)은 니가타현 기타우오누마군에 설치되었던 촌이다. 현재의 우오누마시에 해당한다.